# Карасу (Ілійський район)
Карасу́ (каз. Қарасу) — село у складі Ілійського району Алматинської області Казахстану. Входить до складу сільського округу Отеген-батира.
Населення — 2212 осіб (2021; 291 у 2009, 145 у 1999, 5567 у 1989).